# Fredrik Åkesson
Fredrik Åkesson (Stoccolma, 18 luglio 1972) è un chitarrista svedese, attualmente negli Opeth, ha fatto parte dei Talisman e anche della melodic death metal band Arch Enemy.

## Biografia
Negli Arch Enemy venne chiamato, tra il 2005 ed il 2007, per sostituire il secondo chitarrista Christopher Amott ai tempi troppo preso da vari progetti come solista, mentre negli Opeth entra dopo l'abbandono del gruppo da parte dello storico chitarrista Peter Lindgren. Ha anche registrato le parti solistiche nell'album II dei Krux, pubblicato nel 2006.
Attualmente Åkesson è endorser della PRS Guitars.

## Discografia

### Con i Talisman
- 1993 – Genesis
- 1994 – Humanimal
- 1994 – Humanimal Part II
- 1994 – Five out of Five (Live in Japan)
- 1996 – Life
- 1996 – BESTerious (Compilation)
- 1996 – Best of... (Compilation, different from above)

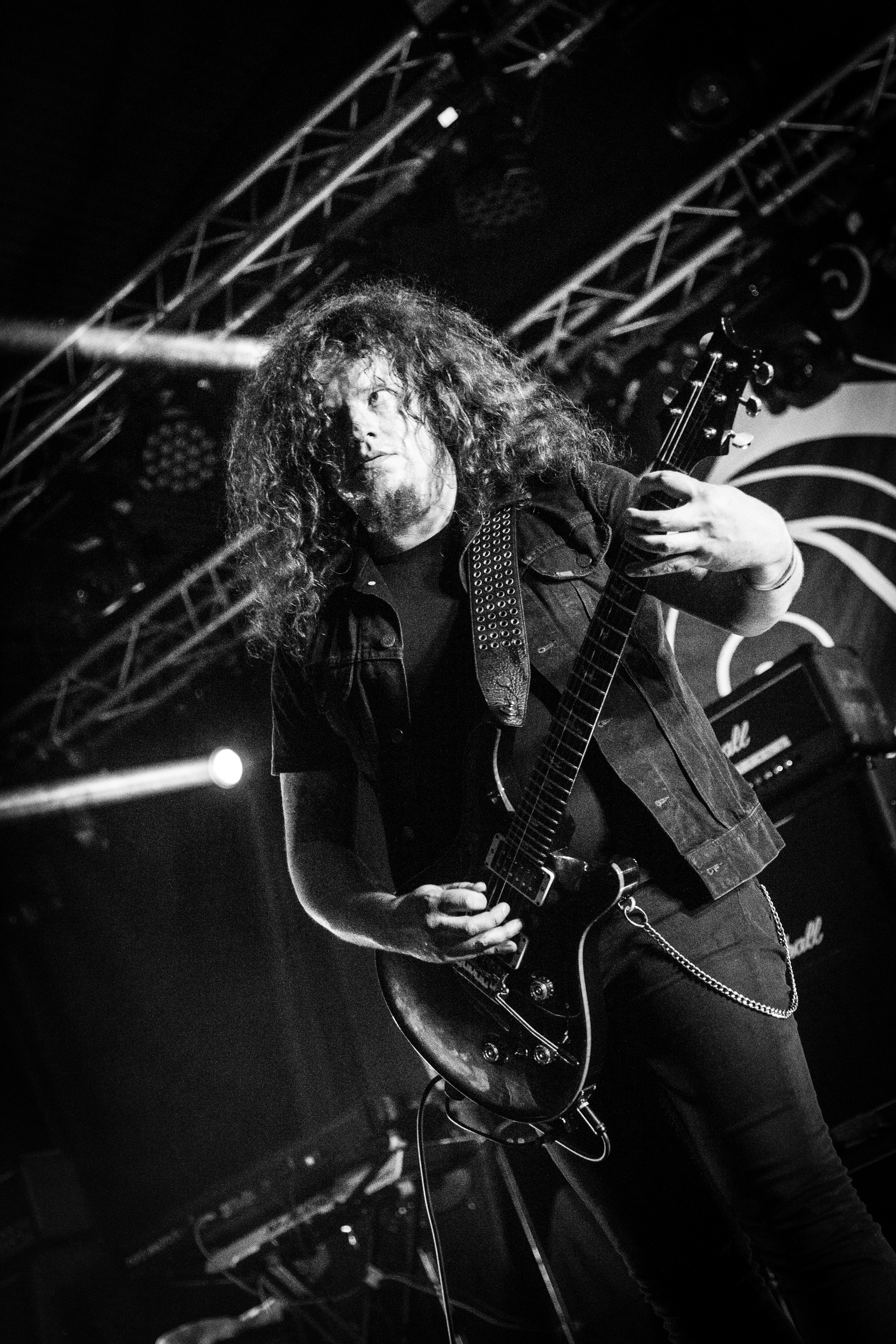
Fredrik Åkesson con gli Opeth a Eistnaflug nel 2016

- 2003 – Cats and Dogs
- 2005 – Five Men Live
- 2006 – 7

### Con gli Human Clay
- 1996 – Human Clay
- 2003 – Closing the Book on Human Clay

### Con i Southpaw
- 1998 – SouthPaw

### Con i Clockwise
- 1998 – Naïve

### Con i Krux
- 2003 – Krux
- 2003 – Live (DVD)
- 2006 – II
- 2011 – III: He Who Sleeps Amongst the Stars

### Con i Sabbtail
- 2004 – Night Church

### Con John Norum
- 2005 – Optimus

### Con i Tiamat
- 2005 – Church of Tiamat (DVD)

### Con gli Arch Enemy
- 2006 – Live Apocalypse (DVD)

### Con gli Opeth
- 2008 – Watershed
- 2010 – In Live Concert at the Royal Albert Hall
- 2011 – Heritage
- 2014 – Pale Communion
- 2016 – Sorceress
- 2019 – In cauda venenum
- 2024 – The Last Will and Testament